# Rushbrooke Hall
Rushbrooke Hall est une demeure seigneuriale britannique à Rushbrooke, Suffolk ,. Pendant plusieurs centaines d'années, c'est le siège familial de la famille Jermyn. Elle est démolie en 1961.

## Histoire

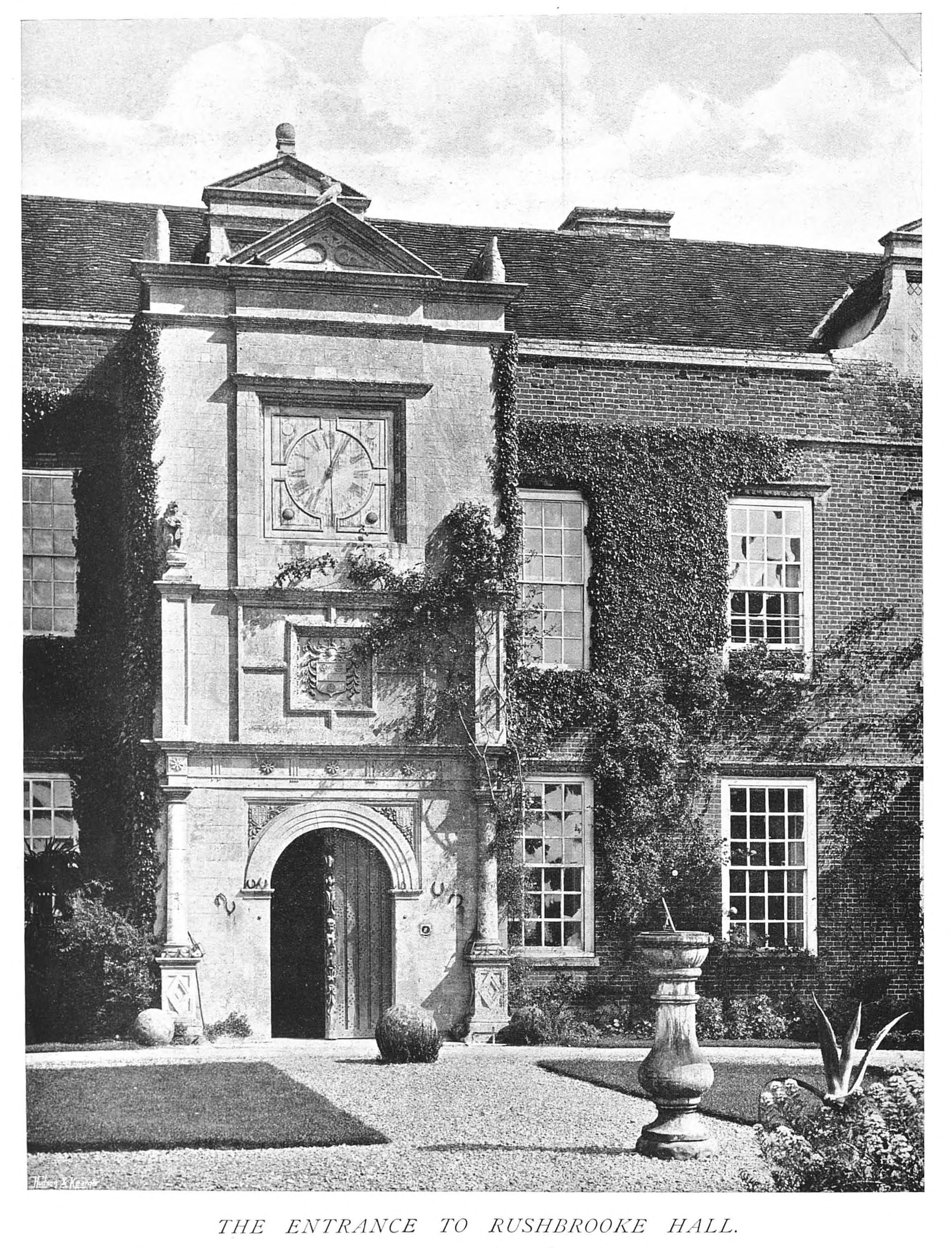
Entrée de Rushbrooke Hall, photographie publiée en 1904

On pense que le Manoir d'origine sur le site entouré de douves au sud du village de Rushbrooke est construit sous le règne du roi Jean. Nommé à l'origine d'après la famille Rushbrooke, propriétaire terrien local, entre 1230 et 1703, le manoir et le domaine sont détenus par la famille Jermyn . L'ancien manoir est en grande partie démoli et remodelé au milieu du XVIe siècle par Sir Thomas Jermyn, pour être remplacé par un bâtiment en briques rouges de deux étages de style Tudor . La nouvelle maison seigneuriale est achevée vers 1550 et est aménagée selon un plan en forme de E. Il est construit autour d'une cour d'environ 30 m² avec la partie principale de la maison longeant le côté nord des douves et deux longues ailes en saillie le long des côtés est et ouest. Il y a des tourelles polygonales, hautes chacune de trois étages, aux quatre coins des ailes. L'entrée de la maison se faisait par un impressionnant porche central construit en pierre de Barnack et orné d'armoiries. Des modifications majeures de modernisation sont apportées à la maison vers 1735.
La demeure seigneuriale entourée de douves est au centre d'un grand jardin d'ornement et d'un parc. Un canal ornemental de 114 mètres de long a depuis été comblé . La famille Jermyn exerce une influence considérable dans le Suffolk et Élisabeth Ire est enregistrée comme ayant séjourné dans la maison en 1578 et à au moins une autre occasion . Le domaine reste dans la famille Jermyn jusqu'au début du XVIIIe siècle, date à laquelle il passe par mariage à Robert Davers (2e baronnet). La famille Davers l'occupe jusqu'à la mort de Charles Davers (6e baronnet) en 1806. Il passe à Frederick Hervey (1er marquis de Bristol), qui vend la maison à Robert Rushbrooke, dont la famille possède la maison jusqu'en 1919. En 1938, la propriété du manoir est reprise par la famille Rothschild. En 1961, il est décidé de démolir la maison; peu de temps après, un incendie dévaste le bâtiment. Plusieurs des éléments décoratifs restants sont utilisés dans l'église St Edmund, Bury St Edmunds. Le site entouré de douves et certains des jardins à la française sont tout ce qui reste de la maison.